# Zapasy na Letnich Igrzyskach Olimpijskich 1948 – kategoria do 62 kg w stylu wolnym
Zmagania mężczyzn do 62 kg to jedna z ośmiu męskich konkurencji w zapasach w stylu wolnym rozgrywanych podczas Letnich Igrzysk Olimpijskich 1948. Pojedynki w tej kategorii wagowej odbyły się w dniach 29–31 lipca.
Punktacja opierała się na systemie „złych punktów karnych”. Przegrany otrzymywał 3 punkty za „łopatki” lub jednomyślną przegraną, a dwa punkty za porażkę 2-1. Zwycięzca otrzymywał jeden punkt za wygraną 2-1, a w pozostałych przypadkach zero. W każdej z rund odpadł zawodnik, który zgromadził łącznie pięć punktów lub więcej.

## Klasyfikacja[1]
| Lp. | Państwo           | Zawodnik             |
| --- | ----------------- | -------------------- |
| 1   | Turcja            | Gazanfer Bilge       |
| 2   | Szwecja           | Ivar Sjölin          |
| 3   | Szwajcaria        | Adolf Müller         |
| 4   | Finlandia         | Paavo Hietala        |
| .   | Węgry             | Ferenc Tóth          |
| 6   | Stany Zjednoczone | Hal Moore            |
| 7   | Belgia            | Antoine Raeymaekers  |
| 8   | Egipt             | Ibrahim Abd al-Hamid |
| .   | Wielka Brytania   | Arnold Parsons       |
| 10  | Kuba              | José López           |
| 11  | Francja           | Robert Jouaville     |
| .   | Iran              | Hassan Sadian        |
| .   | Włochy            | Marco Gavelli        |
| 14  | Indie             | Sarjarao Suryavanshi |
| .   | Korea Południowa  | Kim Kuk-fan          |
| 16  | Kanada            | Mario Crete          |
| .   | Meksyk            | Delmiro Bernal       |

## Wyniki
* „Łopatki” (ang. fall, touche) – pozycja w której zawodnik dotyka łopatkami maty (oznaczająca koniec walki).

### Pierwsza runda[2]
| Zwycięzca            | Punkty karne | Wynik        | Przegrany            | Punkty karne |
| -------------------- | ------------ | ------------ | -------------------- | ------------ |
| Gazanfer Bilge       | 0            | Łopatki      | Hassan Sadian        | 3            |
| Ferenc Tóth          | 0            | Łopatki      | Mario Crete          | 3            |
| Antoine Raeymaekers  | 0            | Łopatki      | Robert Jouaville     | 3            |
| Arnold Parsons       | 1            | Decyzja, 2:1 | Sarjarao Suryavanshi | 2            |
| Adolf Müller         | 1            | Decyzja, 2:1 | José López           | 2            |
| Marco Gavelli        | 1            | Decyzja, 2:1 | Kim Kuk-fan          | 2            |
| Ivar Sjölin          | 1            | Decyzja, 3:0 | Paavo Hietala        | 3            |
| Ibrahim Abd al-Hamid | 1            | Decyzja, 3:0 | Delmiro Bernal       | 3            |
| Hal Moore            | 0            | Bez walki    |                      |              |

### Druga runda[3]
| Zwycięzca            | Punkty karne | Wynik        | Przegrany            | Punkty karne |
| -------------------- | ------------ | ------------ | -------------------- | ------------ |
| Hassan Sadian        | 4            | Decyzja, 2:1 | Hal Moore            | 2            |
| Gazanfer Bilge       | 0            | Łopatki      | Ferenc Tóth          | 3            |
| Robert Jouaville     | 4            | Decyzja, 3:0 | Mario Crete          | 6            |
| Antoine Raeymaekers  | 1            | Decyzja, 3:0 | Arnold Parsons       | 4            |
| Adolf Müller         | 1            | Łopatki      | Sarjarao Suryavanshi | 5            |
| José López           | 3            | Decyzja, 3:0 | Kim Kuk-fan          | 5            |
| Paavo Hietala        | 3            | Łopatki      | Marco Gavelli        | 4            |
| Ivar Sjölin          | 1            | Łopatki      | Delmiro Bernal       | 6            |
| Ibrahim Abd al-Hamid | 1            | Bez walki    |                      |              |

### Trzecia runda[4]
| Zwycięzca      | Punkty karne | Wynik        | Przegrany            | Punkty karne |
| -------------- | ------------ | ------------ | -------------------- | ------------ |
| Hal Moore      | 2            | Łopatki      | Ibrahim Abd al-Hamid | 4            |
| Ferenc Tóth    | 4            | 2:0          | Hassan Sadian        | 7            |
| Gazanfer Bilge | 0            | Łopatki      | Robert Jouaville     | 7            |
| Adolf Müller   | 2            | Decyzja, 2:1 | Antoine Raeymaekers  | 3            |
| Arnold Parsons | 4            | Łopatki      | Marco Gavelli        | 7            |
| Paavo Hietala  | 3            | Łopatki      | José López           | 6            |
| Ivar Sjölin    | 1            | Bez walki    |                      |              |

### Czwarta runda[5]
| Zwycięzca      | Punkty karne | Wynik     | Przegrany            | Punkty karne |
| -------------- | ------------ | --------- | -------------------- | ------------ |
| Ferenc Tóth    | 4            | Łopatki   | Antoine Raeymaekers  | 6            |
| Gazanfer Bilge | 0            | Łopatki   | Hal Moore            | 5            |
| Ivar Sjölin    | 1            | Łopatki   | Ibrahim Abd al-Hamid | 7            |
| Adolf Müller   | 2            | Łopatki   | Arnold Parsons       | 7            |
| Paavo Hietala  | 3            | Bez walki |                      |              |

### Piąta runda[6]
| Zwycięzca      | Punkty karne | Wynik        | Przegrany     | Punkty karne |
| -------------- | ------------ | ------------ | ------------- | ------------ |
| Gazanfer Bilge | 0            | Łopatki      | Paavo Hietala | 6            |
| Ivar Sjölin    | 2            | Decyzja, 2:1 | Ferenc Tóth   | 6            |
| Adolf Müller   | 2            | Bez walki    |               |              |

### Szósta runda[7]
| Zwycięzca      | Punkty karne | Wynik        | Przegrany    | Punkty karne |
| -------------- | ------------ | ------------ | ------------ | ------------ |
| Ivar Sjölin    | 3            | Decyzja, 3:0 | Adolf Müller | 5            |
| Gazanfer Bilge | 0            | Bez walki    |              |              |

### Siódma runda[8]
| Zwycięzca      | Punkty karne | Wynik        | Przegrany   | Punkty karne |
| -------------- | ------------ | ------------ | ----------- | ------------ |
| Gazanfer Bilge | 1            | Decyzja, 3:0 | Ivar Sjölin | 6            |